# Front social pour la restauration/Laabal
Pour les articles homonymes, voir Parti frontiste et FSR.
Le Front social pour la restauration/Laabal (FSR/Laabal) est un parti politique sénégalais, dirigé par Abiboulaye Ndiaye.

## Histoire
Le parti est créé le 8 mai 2000.

## Orientation
C'est un parti proche de la mouvance présidentielle.
Ses objectifs explicites sont « la libération totale du peuple sénégalais ainsi que la création des conditions optimales pour un développement scientifique et technologique dans un ensemble africain plus vaste en général et de notre pays en particulier ».

## Symboles
Sa couleur est le vert clair. Son emblème est une usine avec les abréviations Sci/Tes et le sigle FRS/Laabal en lettres arabes.

## Organisation
Le siège du parti se trouve à Thiaroye-sur-Mer.